# 19. juli
19. juli er dag 200 i året i den gregorianske kalender (dag 201 i skudår). Der er 165 dage tilbage af året.
Justas dag. Efter en spansk kvinde, som ikke ville aflevere en af sine pottemagerskåle til et optog for en hedensk gudinde, og derved blev afsløret som kristen – og martyrdræbt.

### Begivenheder
Født - Dødsfald
- 1333 - Slaget ved Halidon Hill mellem Skotland og England, som en del af De skotske uafhængighedskrige
- 1553 - Maria 1. bliver formelt dronning af England.
- 1588 - Den spanske armada når frem til den Engelske Kanal.
- 1870 - Frankrig erklærer krig mod Preussen og giver derved startskuddet til den fransk-preussiske krig.
- 1903 - Den 32-årige franskmand Maurice Garin vinder den allerførste udgave af cykelløbet Tour de France. Løbet var på ca. 2.400 km og fordelt på blot 6 etaper.
- 1930 - Ved det første fodbold VM i Uruguay dømmes det første straffespark i en VM-slutrunde i kampen mellem Chile og Frankrig. Chiles Guillermo Subiabre brænder straffesparket, men Chile vinder dog alligevel kampen 1-0. Senere på dagen brændes også nummer to straffespark i en  VM-slutrunde i kampen mellem Argentina og Mexico.
- 1943 - Under 2. verdenskrig bomber allierede fly Italiens hovedstad Rom for første gang.
- 1952 - De 15. olympiske sommerlege åbner i Helsinki i Finland med 69 deltagende lande.
- 1969 - Englænderen John Fairfax kommer velbeholden til Fort Lauderdale i Florida, USA, efter som den første nogensinde at have foretaget en rotur solo over Atlanterhavet fra øst mod vest.
- 1969 - Belgieren Eddy Merckx vinder sin første af fem sejre i Tour de France.
- 1976 - Ved OL i Montreal i Canada vinder det danske 100 km hold i cykling bronze. Holdet består af Verner Blaudzun, Jørgen Emil Hansen, Jørn Lund og Gert Frank.
- 1979 - Sandinisterne tager magten i Nicaragua efter den USA-støttede regerings fald.
- 1985 - Omkring 320 omkommer, da en dæmning og et dige bryder sammen nord for den lille italienske by Stava, og en flodbølge af vand, ler og mudder rammer byen, der nærmest bliver skyllet væk.
- 1989 - 112 af 296 passagerer på en amerikansk DC-10’er omkommer, da flyet styrter i nærheden af Sioux City i Iowa, USA.
- 1992 - Den italienske mafia-anklager Paolo Borsellino og fem af hans livvagter bliver dræbt ved et bombeattentat i Palermo på Sicilien. To måneder tidligere var den førende mafiabekæmper i Italien, dommer Giovanni Falcone, blevet myrdet ved et lignende attentat.
- 1997 - Ved præsidentvalget i Liberia vinder den tidligere krigsherre Charles Taylor en jordskredssejr; han stillede op under valgsloganet "Han dæbte min mor, han dræbte min far, men jeg stemmer på ham".
- 2006 - Danske Michael Rasmussen vinder efter et soloridt kongeetapen i Tour de France over løbets højeste tinder og erobrer samtidig den prikkede bjergtrøje.

### Født
- 1823 - Julie Sødring, dansk skuespiller (død 1894).
- 1834 - Edgar Degas, fransk maler og billedhugger (død 1917).
- 1850 - Frans Schwartz, dansk maler (død 1917).
- 1874 - Theodor Ewald, dansk forfatter (død 1923).
- 1912 - Peter Leo Gerety, amerikansk ærkebiskop.
- 1918 - Carl Ottosen, dansk skuespiller, manuskriptforfatter og instruktør (død 1972).
- 1919 - Asta Esper Hagen Andersen, dansk skuespillerinde (død 2012).
- 1936 - Anne Werner Thomsen, dansk skuespiller (død 2010).
- 1946 - Ilie Nastase, rumænsk tennisspiller.
- 1947 - Brian May, guitarist i Queen.
- 1949 - Jørgen Steinicke, dansk autodidakt maler.
- 1951 - Peter Straarup, ordførende direktør i Danske Bank.
- 1960 - Seppo Laukkanen, operaproducent, København.
- 1972 - Ebbe Sand, dansk fodboldspiller.
- 1972 - Peter Sand, dansk fodboldspiller.
- 1982 - Jared Padalecki, amerikansk skuespiller.

### Dødsfald
- 1374 - Francesco Petrarca, italiensk digter og humanist i Renæssancen (født 1304).
- 1814 - Matthew Flinders, engelsk flådekaptajn (født 1774).
- 1965 - Syngman Rhee, Sydkoreas første præsident (født 1875).
- 1988 - Egil Barfod, dansk politiker (født 1913).
- 1999 - John F. Kennedy, Jr., (søn af tidligere præsident i USA John F. Kennedy) omkommer ved en flyulykke, 38 år.
- 2004 - Zenko Suzuki, japansk politiker (født 1911).

|  | Denne datoartikel kan blive bedre, hvis der indsættes et (bedre) billede Du kan hjælpe ved at afsøge Wikimedia Commons for et passende billede eller uploade et godt billede til Wikimedia Commons iht. de tilladte licenser og indsætte det i artiklen. |